# Diego Castro
Diego Castro Giménez est un footballeur espagnol né le 2 juillet 1982 à Pontevedra, qui évolue au poste d'ailier pour le Perth Glory FC en Australie.

## Biographie
Après 5 saisons au Real Sporting de Gijón, Diego Castro rejoint le Getafe CF le 24 mai 2011.

## Palmarès

### Distinctions personnelles
- Membre de l'équipe type de A-League en 2015-16.